# GSF レコード
GSFレコードは、1971年にAavid Gil、Robert ShinnとPaul Frankenberglanによって設立されニューヨークを拠点としたが1975年に倒産した。

GSFは、元々音楽のオフショット専門の映像会社だったが社長として招かれたLarry Newtonによって音楽事業に移行した。従来の業種であるの映像発表作品より音楽作品の発表の方が多作になった。ヒット作に恵まれずスター性のあるミュージシャンと契約出来なかった為に